# شهرک امام خمینی (بشرویه)
شهرک امام خمینی یک منطقهٔ مسکونی در استان خراسان جنوبی ایران است که در شهرستان بشرویه واقع شده‌است. شهرک امام خمینی ۵۸۴ نفر جمعیت دارد.